# やまとうメロン
やまとうメロンは、北海道富良野東山地区で栽培され、ふらの農業協同組合（JAふらの）の東山メロン部会のメンバーによって作付・出荷されたメロンを指す。 

## 概要
やまとうメロンは、北海道大雪山系の山々に囲まれた傾斜地で栽培されるメロンです。地域の気候条件がメロンの糖度と果肉の硬度に影響を与えているとされています。完熟度合いを見極めて収穫することで、適度な甘さと食感が保たれています。
富良野市東山地区には、国内最大の研究林（東京大学北海道演習林）が設置されており、美しく豊かな樹海と共に広がる農村の風景は、明治の開拓期から今日に至るまで農業を営んできた代々の生産者が、厳しい自然と対峙し乗り越えながら創り上げてきたものです。

## 栽培環境
やまとうメロンの農地は、傾斜地に位置しており、平地に比べて生産条件は厳しいものの、メロン栽培にはいくつかの有利な点もあります。適度な傾斜は水はけの良い圃場を形成し、圃場全体に十分な陽光を浴びせることができます。また、標高が高く冷涼な気候は、果実への糖集積を促進しやすく、その結果糖度の高いメロンが育つことがあります。内陸性気候の特徴である昼夜の温度差（昼30℃、夜15℃）が大きいため、養分の転流が進み、糖度が上がりやすいメロン栽培に適した気象条件が整っています。
良質なメロンの栽培環境環境
自然環境と交わりの深さが特徴の中山間地域である東山地区は、標高が高く冷涼な気候のため果実の生産に極めて有利な条件が備わっております。

## 栽培方法
やまとうメロンは、品種に応じて55～60日間の生育日数（成熟日数）を畑でしっかりと完熟させることでみずみずしく鮮やかな橙色の果肉、まろやかな食感、そして上品な甘い香りを持つ、メロンが収穫されます。

## 収穫技術
メロンが成熟期を迎えると微妙な変化を体に起こし、収穫のタイミングを知らせます。生産者はその変化を見逃さず、一玉一玉丁寧に判断して収穫します。気象条件によっては、成熟期前に高い糖度を得られることもありますが、糖度だけを求めて早く収穫すると、果肉が未熟で食感が硬く青臭い味になることもあります。

## 美味しさの追求
やまとうメロンは、糖度の数値だけでなく、完熟収穫を基本とし、メロンの醍醐味である甘さ（糖度）、果肉の硬度、香りのバランスを追求しています。 

## 名称
やまとうメロンの「やまとう」という名称は、北海道富良野市東山地区で栽培されていることから、「東山」を並び替え「やまとう」としている。

## 品質検査
ふらの農業協同組合（JAふらの）東山支所に集荷され、専門の検査員が糖度、硬度、外観、食味を確認し、一定の基準を満たしたものだけが「やまとうメロン」として出荷されます。基準に達しないものは加工用として利用されます。
専門の検査員はJAふらの（F氏）が担当しその検査はstrict。糖度が高くても果肉質とのバランスが良くなければ特秀品にしない拘り（belief）を持つ。稀少な存在となっている

## 流通
札幌みらい中央青果、丸中釧路中央青果、丸果函館合同青果をメインに市場販売を行い、全国の量販店や小売店に供給されています。

## キャッチフレーズ
「メロンは感動」は、やまとうメロンのキャッチフレーズです。メロンの味わいと品質がもたらす喜びを表現するためにこのキャッチフレーズが採用されました。
以下、山水きらめく東山地区のや・ま・と・うをフレーズにしたプロダクト・イメージを推進しています。
うっとり！色香の「やまとうメロン」
とっても！元気な「やまとうメロン」
まっこう！輝く「やまとうメロン」
やっぱ！感動の「やまとうメロン」

## シルキーレッド
やまとうメロンの中で、専門の検査員が最高品質と認めたメロンに「シルキーレッド」という商品名が付けられます。 「シルキーレッド」という名前は、20年間の検討の末、最高品質のメロンにふさわしいと判断されました。

## 甜瓜芳純（てんかほうじゅん）
シルキーレッドを特別な箱に入れたものを「甜瓜芳純」としています。 「甜瓜」はメロンの漢名であり、「芳純」は香り高く、良い味わいを意味します。 キャッチフレーズは「絹のような滑らかさと芳純な味わい、最高の品質、それが甜瓜芳純」です。